# Aérosol à fil serpentin

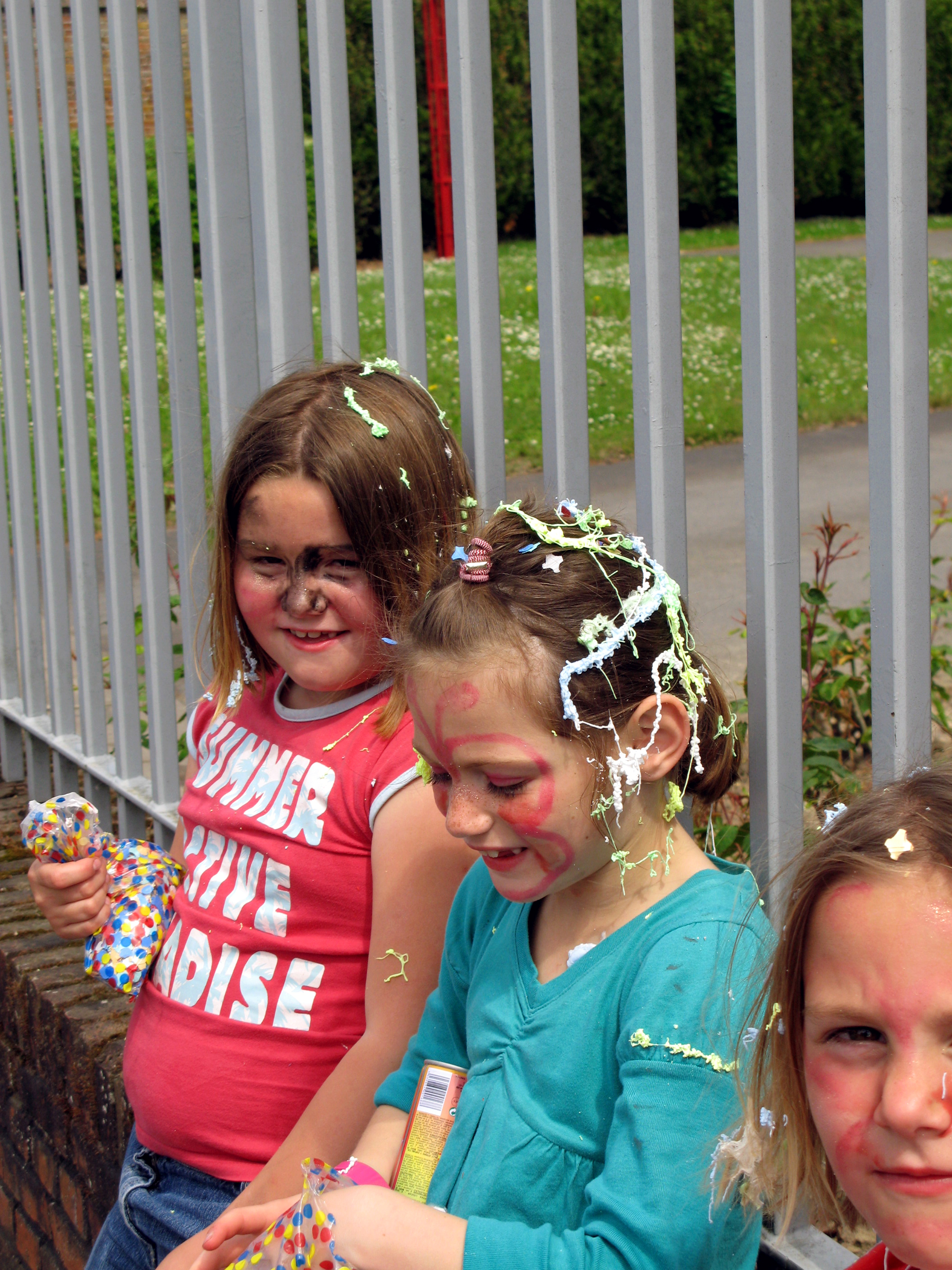
Fillettes faisant une pause après un combat à la bombe serpentin.

Un aérosol à fil serpentin est un gadget qui, largement commercialisé en France, tend à remplacer les serpentins lors de fêtes, de carnavals, etc.
Désigné également « bombe serpentin » ou « fil fou », cet article de jeu propulse un mince jet de pâte colorée qui adhère aux vêtements et aux cheveux mais peut être enlevé sans grande difficulté tant qu'il n'a pas séché. Cette pâte souple, non-allergisante, est parfois récupérée par les enfants pour en faire de petites boules qu'ils jettent vers de nouvelles « cibles ».

## Composition
Le serpentin est composé d'un mélanges de résine polymère qui fournit la structure en serpentin, d'un plastifiant pour ajouter un tensioactif ainsi que du silicone et un ignifuge.  L'ensemble se trouve conditionné dans une bombe aérosol.